# OS Андромеды
OS Андромеды (лат. OS Andromedae) — быстрая новая, двойная катаклизмическая переменная звезда (NA) в созвездии Андромеды на расстоянии приблизительно 10800 световых лет (около 3298 парсеков) от Солнца. Видимая звёздная величина звезды — от +18m до +6,3m.
Открыта М. Судзуки (англ. Mitsuri Suzuki) 5 декабря 1986 года во время вспышки.

## Характеристики
Первый компонент — аккрецирующий белый карлик спектрального класса pec(Nova). Масса — около 1 солнечной, светимость — максимум около 84000 солнечных.